# Rein Õunapuu
Rein Õunapuu (* 19. Juli 1957 in Tallinn, Estnische SSR) ist ein katholischer Geistlicher.
Rein Õunapuu wuchs im sowjetisch annektieren Estland zunächst ohne jeden Bezug zur Religion auf, fand aber im Alter von 16 Jahren Zugang zur evangelischen Kirche und ließ sich taufen. In der Folgezeit geprägt durch die politischen und religiösen Verhältnisse in seiner Heimat, nicht zuletzt aber auch durch die Entbehrungen eines zweijährigen Zwangsmilitärdienstes in der Sowjetischen Armee, konvertierte er im Alter von 21 Jahren zum Katholizismus. Im Jahr 1981 trat er in das Priesterseminar in Riga, Lettland ein, welches zu dieser Zeit neben dem in Kaunas, Litauen, die einzige katholisch-theologische Ausbildungsstätte in der Sowjetunion war.
Rein Õunapuu wurde am 6. Oktober 1985 in Riga zum Priester geweiht und war dort für einige Monate als Kaplan tätig. Am 28. Juni 1986 wurde er zum Kaplan in seiner Heimatstadt Tallinn ernannt, am 2. März 1987 zum Kaplan in Prochladny, Russland. Bereits am 20. Juli 1987 kehrte er nach Estland zurück, um dort die beiden Pfarreien in Tallinn und Tartu zu übernehmen. Zu dieser Zeit war er der einzige katholische Priester in Estland. Nicht zuletzt unter Ausnutzung intensiver Kontakte mit Paul Verschuren, dem Bischof von Helsinki, über den er auch die Verbindung mit dem Heiligen Stuhl aufrechterhielt, gelang es ihm mit großem Engagement, die Situation der kleinen Kirche in Estland in der schwierigen Phase des Umbruchs durch zahlreiche Taufen (ca. 200) und Konversionen (ca. 150) zu stabilisieren und trotz der sich verändernden Lebensumstände der Menschen auch weiter zu etablieren. Im Jahr 1991 nahm mit Rein Õunapuu erstmals ein estnischer Geistlicher an einer europäischen Bischofssynode teil, wo sein dort gehaltenes Referat zur Situation der Katholischen Kirche in Estland nicht nur große Beachtung fand, sondern auch dazu führte, dass sich der Vatikan erstmals ganz konkrete Vorstellungen von der jurisdiktionellen Neuordnung des Baltikums, Russlands und den Nachfolgestaaten der Sowjetunion machte.
Nach dem Zusammenbruch der Sowjetunion sah Õunapuu die Fortführung seiner Arbeit nicht mehr gewährleistet. So kam er im Jahr 1996 nach Sankt Georgen, der Hochschule der Jesuiten in Frankfurt, wo er das Lizentiat der Theologie erwarb. Anschließend, im Jahr 1999, wurde er Kaplan in Wolfsburg, danach ab 2002 Pfarrvikar in Hildesheim-Drispenstedt und ab 2004 Pfarrer in Braunschweig. Seit 2010 ist Rein Õunapuu Pastor in Peine, seit 2021 auch in Ilsede.
| Personendaten    | Personendaten            |
| ---------------- | ------------------------ |
| NAME             | Õunapuu, Rein            |
| KURZBESCHREIBUNG | katholischer Geistlicher |
| GEBURTSDATUM     | 19. Juli 1957            |
| GEBURTSORT       | Tallinn, Estnische SSR   |